# چیپا (نان)
چیپا (تلفظ اسپانیایی: [ˈt͡ʃi.pa] ، تلفظ گوارانی : [ʃiˈpa]) نوعی نان با طعم پنیر است. چیپا یک میان وعده و صبحانه محبوب در پاراگوئه است دستورالعمل این خوراکی از قرن هجدهم وجود داشته و ریشه آن مربوط به مردم بومی گوارانی است. چیپا ارزان است و غالباً از کنار خیابان و اتوبوس توسط فروشندگانی که سبد بزرگی پر از چیپای گرم در دست دارند فروخته می‌شود.
نام این نان از واژه گوارانی چیپا است که زبان سرخپوستان پاراگوئه میباشد. چیپای کوچک چیپیتا نامیده می شود.

## تاریخ
چیپا از زمان استقرار انسان در منطقه گوارانی (پاراگوئه، شمال شرقی آرژانتین، جنوب شرقی بولیوی و جنوب غربی برزیل) تهیه میشده است. در ابتدا مردم گوارانی آن را فقط با آب و نشاسته مانیوک تهیه میکردند. پس از ورود استعمارگران و مبلغان مسیحی، و با معرفی گاو و مرغ به بومیان،  محصولات جدید مشتق شده از این دام‌ها (مانند پنیر و تخم مرغ)، به تدریج به دستور پخت این نان اضافه شدند.
1. ↑  Elichondo, Margarita: La comida criolla: Memoria y recetas. Popular Culture Library, Editions of EL SOL, 2003 (شابک ‎۹۵۰−۹۴۱۳−۷۶−۳) (Restricted online copy در گوگل بوکس)
2. ↑  (Miró Ibars, 2001: 84)
3. ↑  "Archived copy". Archived from the original on 2012-10-27. Retrieved 2012-09-02.{{cite web}}:  نگهداری یادکرد:عنوان آرشیو به جای عنوان (link)